# 염분

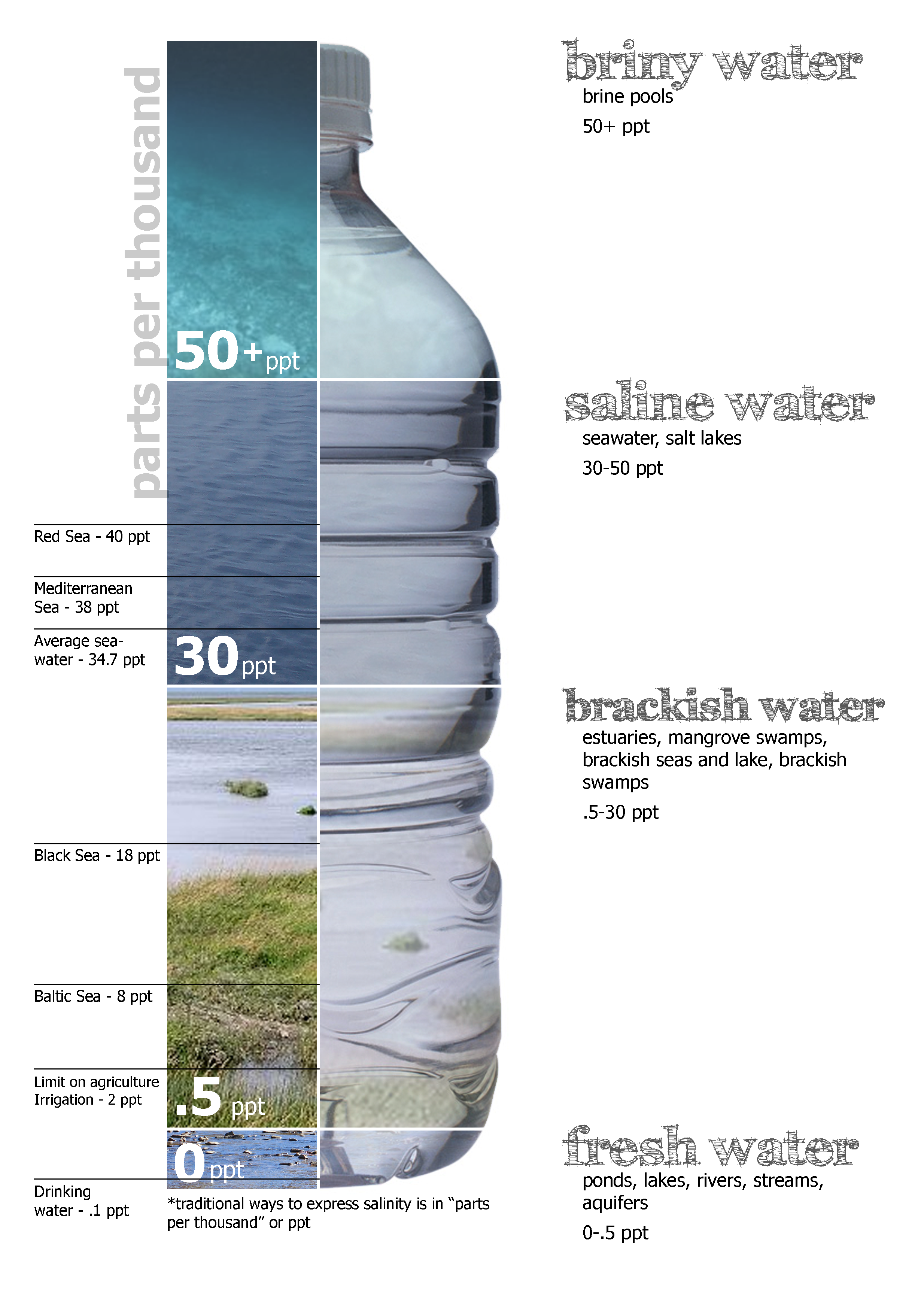

염분(塩分)은 해수 1kg(1,000g)에 녹아있는 염류의 총량을 (g)수로 나타낸 것이다. 일반적으로 g/L 또는 g/kg(물 1리터/킬로그램당 소금의 그램; 후자는 무차원이며 ‰와 동일)로 측정된다.
염분은 자연수의 화학적 성질과 그 안의 생물학적 과정의 여러 측면을 결정하는 중요한 요소이며 온도 및 압력과 함께 물의 밀도 및 열용량과 같은 물리적 특성을 제어하는 열역학적 상태 변수이다.

## 정의
해양학자들은 1981년 UNESCO보고서에서 염분 단위를 퍼밀에서 psu(practical salinity unit)로 바꾸기로 하였다. 현재는 더 이상 퍼밀은 권장되지 않고 있다.

### SA(절대염분)
절대염분이란 해수 질량에 용해된 물질의 질량비이다. 가장 정확하다.

### SK-S
해수 1kg 안에 포한된 염류의 건조 잔여물의 질량(g)으로 측정한 염분. 수십년간 해양 연구에 활용되어 왔다.

#### 퍼밀 ‰
해수 1kg 속에 용해되어 있는 고형물질의 전량을 천분율(퍼밀：‰)로 나타낸다. 대양중의 해수의 염분은 보통 34∼35‰인데, 대서양의 염분이 가장 높으며, 홍해(紅海) 등에서는 39‰에 가까운 값을 나타내고 있다. 이들의 염분 조성(組成) 중에서 가장 많은 것이 식염(염화나트륨)으로서 전 염류의 약 78%를 차지한다. 두번째로 많은 것은 염화 마그네슘이다.
바다의 평균적인 염분비는 다음과 같다. 이 염분비는 전 세계 해역에서 거의 일정하며 이를 염분비 일정의 법칙이라고 한다.
|                       | 해수 1kg 중의 염류 (g/kg) | 전체 염류에 대한 성분비 (%) |
| --------------------- | ------------------------- | --------------------------- |
| 염화 나트륨 (NaCl)    | 27.2                      | 77.7                        |
| 염화 마그네슘 (MgCl2) | 3.8                       | 10.9                        |
| 황산 마그네슘 (MgSO4) | 1.7                       | 4.8                         |
| 황산 칼슘 (CaSO4)     | 1.3                       | 3.7                         |
| 황산 칼륨 (K2SO4)     | 0.9                       | 2.6                         |
| 기타                  | 0.1                       | 0.3                         |

즉 180ml의 해수 중에는 약5∼6g의 식염이 함유되어 있고, 전 해수중에 포함된 염류의 양은 전 지구상을 50m의 두께로 덮을 수 있을 정도이다.
| 물의 염도 (소금이 섞인 정도: 1000분의 1, ‰) | 물의 염도 (소금이 섞인 정도: 1000분의 1, ‰) | 물의 염도 (소금이 섞인 정도: 1000분의 1, ‰) | 물의 염도 (소금이 섞인 정도: 1000분의 1, ‰) |
| 민물                                        | 기수 (汽水)                                 | 소금물                                      | 식염수                                      |
| < 0.5                                       | 0.5 - 35                                    | 35 - 50                                     | > 50                                        |
| ------------------------------------------- | ------------------------------------------- | ------------------------------------------- | ------------------------------------------- |

### psu(실용염분)
염분 35의 표준해수-> 1kg의 용액속에 KCl 32.4356g이 녹아있는 KCl 용액과 1기 압 15 °C에서 전기전도도의 비가 1.0이 되는 바닷물. psu는 액체의 전기 전도도를 측정한 단위이다. 전기 전도도와 염분 사이에는 일정한 관계가 있으며, 이를 이용해서 물 속의 성분을 분석하지 않아도 정밀한 센서의 측정만으로 염분을 알 수 있게 된 것이다. 단, 이는 상대적인 값이기 때문에 '무차원'이다.
이전에 사용해 오던 퍼밀과의 혼동을 줄이기 위해, 값은 해수의 대략적 평균 염분 35‰을 기준으로 맞추어 두었다. 따라서 평균 해수인 경우는 퍼밀과 psu값이 큰 차이가 나지 않는다. 그렇다 해도, 작은 오차도 실제로는 큰 의미가 있을수있으므로 두 단위를 동일한 것으로 생각해서는 안 된다.

## 염분의 섭취
염분이 없으면 지구의 많은 생물은 목숨을 이어가지 못하기 때문에, 소금은 인간의 생존을 위해 반드시 있어야 하는 것이다. 그러나 불순물 함유량이 많은 소금을 너무 많이 섭취하면 고혈압, 신장병, 심장병을 일으킬 수 있다.
그러나 현재는 염분 과잉 섭취를 두려워한 나머지, 염분을 너무 섭취하지 않아서 혼수 상태가 되어 병원에 실려가는 사람이나 사망하는 사람도 나오고 있다. 이 경우, 목숨을 건져도 만성적으로 염분이 부족하면 혈중 나트륨 이온 농도를 낮은 수준으로 일정 범위를 유지하려고 몸이 변화하기 때문에, 염분의 급속한 배출에 따라 오랜 시간 동안 염분을 대량 섭취하는 치료를 실시해야 한다.
위의 경우를 제외하더라도, 더운 날씨에 운동할 때나 땀을 흘렸을 때 수분뿐 아니라 염분도 배출되지만, 그와 관련 없이 수분을 보급하면 혈중 나트륨 이온 농도가 낮아진다. 몸은 혈중 나트륨 이온 농도를 일정 범위로 유지하기 위해 땀이나 오줌으로 배출하게 되며, 오히려 수분이 부족하게 되어 열사병이나 경련을 일으킬 수도 있다. 그러므로 높은 온도의 환경에서 일하는 곳에서는 직원에게 염분을 보급하기 위해 식염을 놓곤 한다. 되도록 불순물 함량이 없는 깨끗한 소금을 섭취해야 건강을 유지할 수 있다.

## 같이 보기
- 소금